# Церква Трьох Святителів (Позняки)
Церква Трьох Святителів — православна церква в селі Позняки (територія сучасного Дарницького району Києва), збудована 1868 року та зруйнована у 1935 році. Розташовувалася приблизно на місці будинку № 1 по вулиці Івана Бойка. Іноді церкву Трьох Святителів помилково ототожнюють із церквою Успіння Пресвятої Богородиці, яка також існувала на Позняках, але в іншому місці.

## Історія
Щодо першої церкви у селі інформація дуже розрізнена. Є відомості, що перша церква у селі була побудована ще у XVII, а за іншими даними — у XVIII столітті. За найдавнішими сповідними розписами храму, що зберігаються у Центральному державному історичному архіві України, можна визначити, що в 1745 році вже існувала церква, присвячена Введенню у храм Пресвятої Богородиці. У XIX столітті деякий час церкви в селі не було, можливо, через сильну повінь 1845 року, або інші повені: в історичних джерелах середини XIX століття Позняки згадуються як «деревня», що зазвичай свідчить про відсутність церкви, на відміну від «села». На 3-верстній карті 1860-х років церква також не позначена.
У 1868 році в селі звели нову дерев'яну церкву Трьох Святителів. Це була хрещата у плані споруда, зведена у традиційному «єпархіальному» стилі, із дзвіницею над бабинцем.
Станом на 1876 рік церква Трьох Святителів разом із сусідньою церквою Осокорків входила до складу Осокорсько-Позняківської парафії Чернігівської єпархії. Причт парафії складався зі священика, його помічника та двох псаломщиків.
В радянський період парафія церкви належала до традиційної «старослов'янської» орієнтації. У 1930-х роках церкву Трьох Святителів закрили та знищили. На військовій топографічній карті 1937 року (по зйомці 1932 року) церква ще позначена, 1935 року її закрили та не пізніше початку 1936 року остаточно розібрали. Обидві позняківські церкви — Трьох Святителів та Успіння Пресвятої Богородиці — згадані як закриті у «Переліку всіх закритих молитовень православного релігійного культу по Київській приміській смузі станом на 26 березня 1936 р.», щоправда, під однаковою назвою.
Однак на німецькому плані Києва, виданому у квітні 1943 року, позначена церква, що стоїть майже на місці колишнього храму. Імовірно, що за часів німецької окупації Києва тут відкрили якусь церкву чи молитовний будинок, який закрили після визволення Києва радянськими військами або спалили у вересні 1943 року разом із Позняками.
Станом на 2022 рік церкву не відбудовували, її місце зайняте приватною забудовою колишнього села Позняки.